# آریستیده گوارنری
آریستیده گوارنری (به ایتالیایی: Aristide Guarneri) بازیکن فوتبال اهل ایتالیا است

## تیم ملی
از سال ۱۹۶۳ میلادی عضو تیم ملی فوتبال ایتالیا بوده و در ۲۱ بازی ملی حضور داشته‌است. او در بازی‌های ملی‌اش ۱ گل به ثمر رساند.
گوارنری آخرین بازی ملی خود را در سال ۱۹۶۸ میلادی انجام داد.